# Anatomia patològica
L'anatomia patològica o anatomopatologia és la part de la patologia que s'encarrega de l'estudi de les lesions cel·lulars, teixits, òrgans, de les seues conseqüències estructurals i funcionals i, per tant, de les repercussions en l'organisme. La paraula patologia procedeix del grec, estudi (logos) del patiment o dany (pathos) i el seu ús es va generalitzar a partir del segle xvi.
El metge italià de Forlì Giovanni Battista Morgagni ha estat considerat el fundador de la moderna anatomia patològica, sent la seva obra De sedibus et causis morborum per anatomen indagatis (1761) una de les més importants dins del camp de la literatura mèdica. Morgagni va trencar amb la medicina clàssica, basada en els humors, i va demostrar el paper fonamental de la investigació anatòmica.

## Concepte d'anatomia patològica
L'anatomia patològica és un dels pilars fonamentals de la medicina i una disciplina bàsica imprescindible per a metges, veterinaris i altres professionals de la sanitat.
La interpretació dels símptomes de les distintes malalties o alteracions que es troben en l'exploració dels pacients exigeix el coneixement de tot l'espectre de lesions que es presenten en cada un dels teixits, òrgans o tipus cel·lulars. L'anatomia patològica comprèn tots els aspectes de la malaltia, fonamentalment a nivell morfològic. Aquestes alteracions són estudiades amb diversos mètodes, que comprenen des dels emprats per la patologia molecular fins als de la patologia macroscòpica; passant per tots els nivells i tècniques d'observació i estudi: des de la prosecció, la histologia convencional, la histoquímica o la immunohistoquímica fins a la microscòpia ultraestructural, la microscòpia òptica, la microscòpia confocal, la morfometria, la fotografia digital o la simple visió ocular directa (macroscòpica).
L'anatomia patològica es divideix en subespecialitats, les principals són la patologia quirúrgica, la patologia fetal i pediàtrica, la citopatologia, la neuropatologia i la patologia forense.

## Respostes patològiques
L'anatomia patològica general s'ocupa de l'estudi dels fonaments i del desenvolupament dels processos de respostes patològiques bàsiques, que van des de l'adaptació cel·lular a les modificacions de l'entorn, les lesions i la mort cel·lular, les seues causes i les seues conseqüències, els trastorns del creixement de les cèl·lules, dels teixits i dels òrgans, així com les respostes de l'individu a les diverses lesions causades per agents externs i interns i dels mecanismes de reparació d'aqueixes lesions. Segons la patologia, hi ha tres causes bàsiques que originen les malalties que són:
- Inflamació; és el cas de les malalties que acaben en -itis, com ara l'apendicitis.[17]
- Degeneració; és el cas de moltes malalties que acaben en -osi, com ara l'artrosi, l'osteoporosi o la gliosi de la retina, per exemple.[18] La degeneració tissular pot ser reversible, però quan l'agent perniciós que la provoca perdura apareix la necrosi, com en certes miopaties induïdes per fàrmacs.[19]
- Creixement cel·lular descontrolat; és el cas de les malalties que acaben en -oma, com ara el craniofaringioma,[20] l'hepatoblastoma,[21] el melanoma o el liomioma.[22]

L'anatomia patològica sistèmica o especial estudia les respostes específiques de cada teixit o òrgan.

## Aspectes de la malaltia
Els quatre aspectes d'una malaltia que formen el nucli de la patologia són: l'etiologia, que són les causes de la malaltia; la patogènesi, que són els mecanismes per al desenvolupament de la malaltia; els canvis morfològics o alteracions estructurals que es produeixen en les cèl·lules i òrgans, i la clínica, que són les conseqüències funcionals dels canvis morfològics. Els especialistes en anatomia patològica, s'encarreguen sobretot de l'estudi dels canvis morfològics de les malalties.
Hi ha malalties sine materia en les quals no es pot objectivar una clara alteració morfològica, com són la majoria de les malalties psiquiàtriques i molts trastorns funcionals gastrointestinals com el còlon irritable, la síndrome de vòmits cíclics o la migranya abdominal.

## Evolució històrica
Alguns historiadors opinen que la història de l'anatomia patològica és, en certa manera, la història de l'aplicació del mètode científic en la medicina. Demòcedes de Crotona i el seu deixeble Alcmeó foren pioners en atribuir i destacar diferències morfològiques entre els animals i les persones. Es creu que bona part dels seus coneixements es fonamentaven sobre escrits relatius a les pràctiques de momificació de l'antic Egipte i que les seves idees sobre els sentits, el cos i la ment foren recollides per l'escola de medicina d'Alexandria. Heròfil de Calcedònia i Erasístrat de Keos foren destacats membres de dita escola que practicaren de forma regular disseccions docents durant el primer terç del segle iii aC.
Hipòcrates fou el primer a reconèixer que la patologia es basava en una alteració dels humors i de la relació d'aquests, basant-se en la filosofia naturalista d'Empèdocles que ja havia descrit aqueixos humors: sang, limfa, bilis negra i bilis groga. Galè mantingué vigents les teories d'Hipòcrates durant tota l'època medieval convertint-les en dogmes. Dintre de la nosotàxia galènica és destacable el punt que considera les malalties de les «parts instrumentals» un resultat de la forma, mida o disposició dels òrgans. Aule Corneli Cels escrigué sobre les diferències entre lesions superficials canceroses i precanceroses, recomanant l'escissió precoç de les mateixes. A la seva obra en vuit volums De Re Medicina, descriu al llibre III els quatre clàssics signes d'un procés inflamatori: rubor et tumor cum calore et dolore (rubor, inflor, calor i dolor).
Aeci d'Amida (502-575), metge de l'emperador romà d'Orient Justinià el Gran, tot i que només es conserva una part dels seus escrits (com els 16 Libri medicinales o Tetrabiblon) deixà excel·lents descripcions de condilomes, hemorroides, abscessos de la matriu, fístules i ulceracions rectals i carcinomes uterins.
Avenzoar (1091-1161), descrigué per primera vegada un càncer de colon gràcies a la palpació dels òrgans abdominals d'un malalt emaciat i l'observació de fragments del tumor. La seva obra influí en diversos representants de la medicina escolàstica imperant a l'Europa llatina medieval, com el valencià Jaume Roig. A banda dels seus escrits sobre la febre o la salubritat dels aliments, Avenzoar fou un capdavanter en el camp de la patologia experimental, ja que recomanava la pràctica d'autòpsies en animals abans d'efectuar actes quirúrgics en humans. Ibn an-Nafís (1213-1288), descrigué correctament la circulació pulmonar quatre-cents anys abans del descobriment dels capil·lars pulmonars.
La primera autòpsia pública fou practicada pel metge italià Bartolomeo da Varignana (?-≥1321) el 1302, a Bolonya. Pel que fa a la península ibèrica, l'Estudi General de Lleida obtingué permís per fer autòpsies a cadàvers de condemnats a mort a mitjans del segle xiv i es creu que durant aquest període a l'hospital del monestir de Guadalupe li fou atorgat el privilegi d'estudiar els cossos dels malalts difunts gràcies a una butlla papal.
Gradualment començaren a sorgir autors que no veien les teories d'Hipòcrates com a veritats absolutes. Vesal basà el seu estudi de la malaltia en els aspectes morfològics del cos humà, deixant a banda el dogmatisme imposat en l'època i fonamentat en la lectura acrítica dels tractats clàssics. Un representant d'aquest estil de pensament rígid fou Jacobus Sylvius (Jacques Dubois, 1478-1555), professor de Vesal i de Charles Estienne i persona de caràcter peculiar, que arribà a dir: «el cadàver s'equivoca...Galè, no».
A partir del Renaixement es començaren a fer les primeres autòpsies reglades d'humans i començà un nou corrent d'autors que creien només el que podien veure, allunyant-se definitivament de les idees doctrinals que fins aqueix moment prevalien. Amb el florentí Antonio Benivieni, la lesió anatòmica deixà de ser una troballa casual i passà a ser una troballa cercada. L'aragonès Juan Tomás Porcell (Càller, 1528 - Saragossa, 1582?) fou el primer a fer autòpsies d'empestats i descriure les seves lesions internes, treballant amb víctimes del brot de pesta de 1564 a Saragossa.

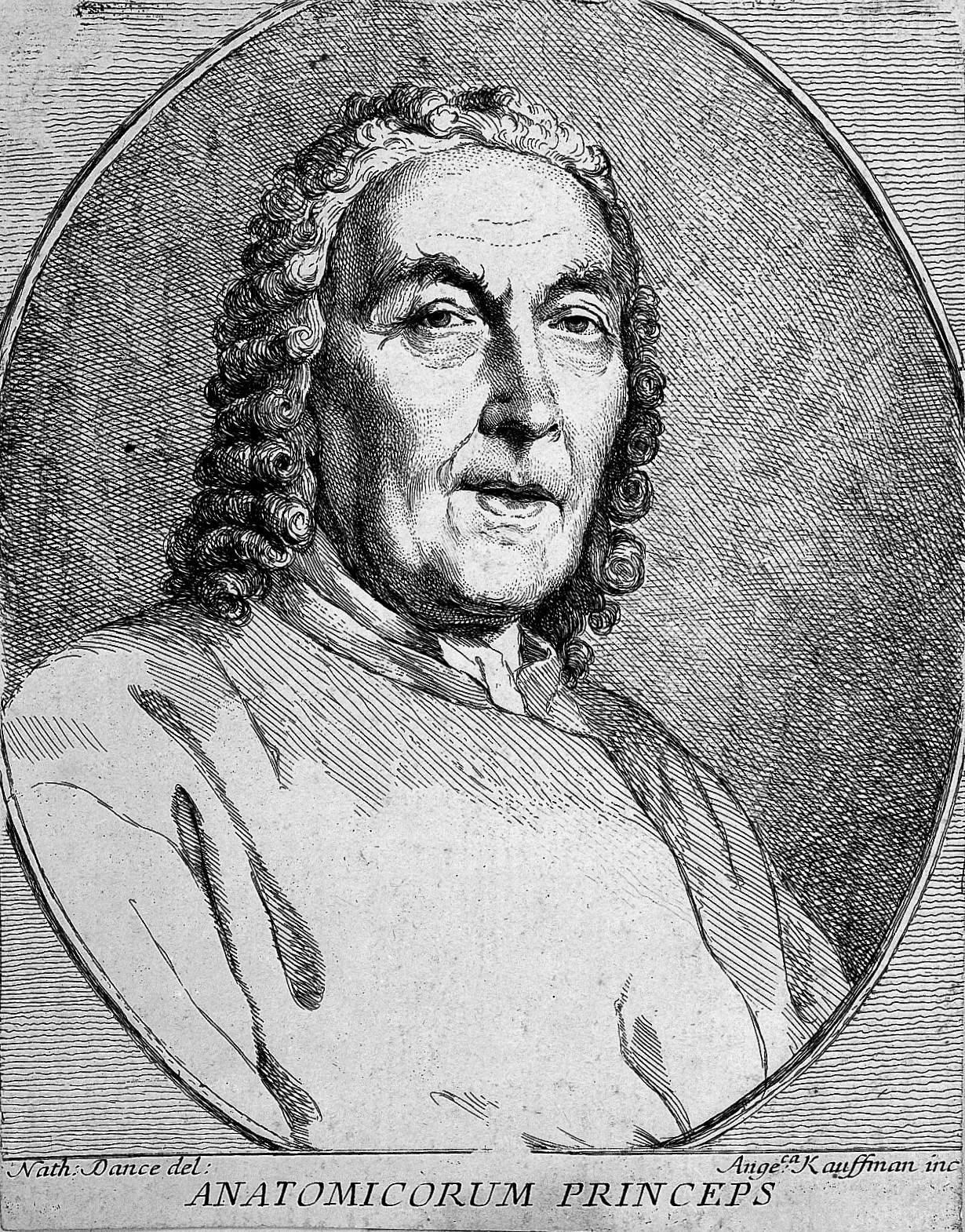
Giovanni Battista Morgagni (1682-1771)

Neixé així l'«anatomia organicista», que relaciona directament la morfologia amb les alteracions i símptomes que acompanyen la malaltia. Els autors que anaven apareixent en l'època i que descobrien com resultava de valuosa l'autòpsia per a l'estudi de la medicina, com per exemple Giovanni Battista Morgagni de Forlì (Itàlia), comprengueren que l'observació i l'estudi de les alteracions morfològiques eren la base fonamental per a entendre les malalties. Uns anys abans, el suís Théophile Bonet (Ginebra, 1620-ibídem, 1689), escrigué un llibre que molts autors consideren com el primer tractat anatomopatològic; una compilació d'unes tres mil autòpsies classificades per malalties o símptomes titulada Sepulchretum sive Anatomia practica (1679).
El 1665, Robert Hooke, que utilitzava un rudimentari microscopi compost, fou el primer a parlar de les «cèl·lules» del suro en el seu llibre Micrographia. Reinier de Graaf és recordat pels seus estudis sobre el sistema reproductor i el descobriment —sense emprar cap microscopi— dels fol·licles preovulatoris (1672).
John Hunter (1728-1793) fou el primer a descriure la inflamació com un mecanisme defensiu en primer lloc i després reparador, en el seu llibre pòstum A Treatise on the Blood, Inflammation and Gunshot Wounds (1794), que rebutjà definitivament la doctrina galènica del «pus lloable», el qual considerà un efecte inflamatori causat per diferents tipus de processos. Matthew Baillie (1761-1823), patòleg escocès nebot de Hunter, fou pioner en la identificació de la transposició dels grans vasos i el situs inversus. La seva obra The Morbid Anatomy of Some of the Most Important Parts of the Human Body (1793) es reconeguda com el primer tractat de patologia sistemàtica i també el primer llibre en llengua anglesa que donà a aquesta matèria la consideració de disciplina particular dins de la medicina. A finals del segle xviii, Bichat introduí el concepte de teixit, tractant de trobar unitats simples que conformessin els òrgans. El món de la patologia entrà d'aqueixa forma en l'època tissular.
Ja en el segle xix, i gràcies al desenvolupament tècnic del microscopi òptic, s'introduí la teoria cel·lular, que aportava un nivell més en l'organització dels sers vius. Henri Dutrochet afirmà a la seva obra Recherches anatomiques et physiologiques sur la structure intime des animaux et des végétaux et sur leur motilité, que la cèl·lula era la unitat bàsica dels teixits (1824). Gabriel Andral (1797-1876), seguidor de l'escola de Bichat, publicà un ampli tractat, Précis d'anatomie pathologique (1829), en el qual s'identifica clarament la disseminació limfàtica del càncer per primera vegada. El botànic i microscopista Robert Brown (1773-1858) introduí el terme nucli cel·lular l'any 1831.
A Alemanya, metges com Johannes Müller (1801-1858; autor l'any 1838 de la primera publicació monogràfica i sistematitzada sobre les característiques microscòpiques de les neoplàsies benignes i malignes), començaren a relacionar les cèl·lules i les seues alteracions amb els estats patològics. Matthias Jakob Schleiden (1804-1881) i Theodor Schwann comprengueren que les cèl·lules formaven un conjunt complicat i fonamental d'elements vius. Rudolf Virchow establí que els canvis anòmals en la morfologia (estructura) de les cèl·lules eren la base de les patologies corporals, ajudat pels experiments fets per Robert Remak (1815-1865), descobridor de la mitosi. Claude Bernard afirmà a més que les característiques físiques i químiques de la cèl·lula i dels seus processos tenen igualment una gran relació amb les malalties. Uns anys abans, Jean Cruveilhier (1791-1874) —alumne de Dupuytren— fou el primer catedràtic d'anatomia patològica de la Universitat de París. Entre 1828 i 1842 escrigué el tractat Anatomie pathologique du corps humain. L'anglès Augustus Waller (1816-1870) estudià l'aspecte microscòpic de les fibres nervioses degenerades quan es talla l'axó (1850). Això feu possible traçar el recorregut de les fibres del sistema nerviós i demostrà la importància del nucli en la regeneració de dites fibres. Aquest procés encara es denomina «degeneració walleriana». El bàvar Franz Böhmer publicà els bons resultats de la tinció d'hematoxilina sulfatada amb alum per colorejar el nucli cel·lular amb més intensitat que el seu citoplasma (1865), tinció millorada anys després (1897) pel nord-americà Frank Burr Mallory (1862-1941) utilitzant l'àcid fosfotúngstic. Mallory també descobrí una tinció tricròmica específica per al teixit connectiu i els cossos hialins hepatocitàris homònims propis de l'hepatitis alcohòlica. Edwin Klebs (1834-1913), deixeble de Virchow, introduí l'any 1869 el mètode de la inclusió en parafina dels teixits. Hans Christian Gram (1852-1938) descobrí la tinció per diferenciar bacteris que porta el seu nom (1884). Un patòleg poc conegut, l'alemany Carl Weigert (1845-1904), aconseguí tenyir selectivament la beina de mielina (1884) i feu grans aportacions al coneixement de la patogènesi de la tuberculosi, de la necrosi coagulativa i de l'infart de miocardi causat per l'obstrucció de les artèries coronàries (1880). Wilhelm von Waldeyer (1836-1921), investigador del nucli cel·lular i de les estructures neuronals, encunyà el terme «cromosoma» (1888). Feu grans aportacions al coneixement embriològic de les fàneres i les dents, i estudià en especial els teixits laríngics i nasals. Joseph Babinski (1857-1932), descobridor l'any 1896 del signe que porta el seu nom, destacà per les seves observacions neuropatològiques i nombroses troballes dintre del camp de la histopatologia muscular. August Köhler (1866-1948), descobrí el 1893 un mètode òptim d'il·luminació que fou aplicat en els aparells de microscòpia fabricats per Carl Zeiss. El mateix any, Isaac Blum (1833-1903) i el seu fill Ferdinand (1865-1959) iniciaren l'ús del formaldehid per fixar teixits. Als EUA, un dels primers patòlegs fou Samuel David Gross (1805-1884), autor del llibre Elements of Pathological Anatomy (1839).
Al segle xx, els treballs de Linus Pauling (1901-1994) i el seu equip sobre l'anèmia de cèl·lules falciformes establiren els fonaments de l'actual patologia molecular. El patòleg i químic austríac Karl Landsteiner (1868-1943) creà el sistema ABO, la primera classificació dels grups sanguinis (1901). Nikolai Anitschkov (1885-1964), fou un destacat histopatòleg cardíac i descobrí l'importantíssim paper del colesterol en la gènesi de l'arterioesclerosi (1913). L'any 1921, el professor de la Universitat Cornell James Ewing (1866-1943) publicà el primer treball sobre el tipus de càncer d'os anomenat actualment sarcoma d'Ewing, diferenciant-lo dels limfomes. El seu llibre Neoplastic Diseases (1919) fou durant tres dècades un text de referència mundial dintre del camp de la patologia dels tumors i bona part de les seves investigacions se centraren especialment en el problema del diagnòstic precoç del càncer. George Gomori (1904-1957) és considerat el creador de la histoquímica enzimàtica aplicada al camp anatomopatològic. El primer micròtom de fabricació industrial en sèrie fou dissenyat l'any 1923 per Jung i Thoma, a Heidelberg, un fet que simplificà molt el tall i el posterior bon processament del teixit a observar. Geórgios Papanicolau (1883-1962), un expert en la citopatologia del cèrvix uterí, publicà a la revista American Journal of Obstetrics and Gynecology (1941) el seu mètode per detectar cèl·lules canceroses o precanceroses a frotis vaginals (Pap test), fonamentat en una combinació de tincions. Paul Klemperer (1887-1964), vienès emigrat als EUA, introduí el concepte de «malalties del col·lagen» (1942). Cap a mitjans del segle, Albert Coons (1912-1978) inicià el desenvolupament de les tècniques immunohistoquímiques i de l'aplicació de l'immunofluorescència per estudiar teixits i cèl·lules. Si bé els primers microscopis electrònics es fabricaren a la dècada de 1930, la primera descripció d'una cèl·lula neoplàsica vista amb un microscopi electrònic de transmissió fou feta per Porter i Thompson l'any 1947. L'ús de la microscòpia electrònica virtual facilita els estudis ultraestructurals docents i diagnòstics.

## Darrers avenços tècnics i metodològics
Durant la dècada de 1960 es produí una millora de la qualitat dels sistemes de citometria de flux, els quals, en poc temps ampliaren progressivament el seu ventall d'aplicacions en la diagnosi anatomopatològica. L'anàlisi diferencial de cèl·lules limfocitàries fou una de les primeres fites. Els primers citòmetres d'impedància donaren pas a nous aparells basats en procediments de fluorescència i díodes làser que possibiliten l'estudi detallat de molts processos cel·lulars, com ara l'apoptosi o l'expressió de citocines. Avui dia, l'immunofenotipatge per citometria de flux és una eina fonamental en la caracterització de càncers hematològics i els citòmetres automàtics portàtils són d'ús habitual.
El descobriment de la PCR l'any 1983 per Kary Mullis ha permès aprofondir en el coneixement de les mutacions gèniques (com les dels gens KRAS i NRAS en el càncer de colon), i ha facilitat el diagnòstic de moltes neoplàsies.
La hibridació genòmica comparada (HGC) és una tècnica citogenètica-molecular que permet detectar canvis numèrics en les seqüències de l'ADN (pèrdues, delecions, guanys i amplificacions) en un teixit tumoral. La HGC permet identificar els desequilibris cromosòmics presents en els diferents subtipus histològics d'un càncer determinat.
En alguns serveis anatomopatològics hospitalaris s'han desenvolupat els anomenats bancs de teixits, en els quals es conserven congelades mostres tissulars normals i de tumors benignes i malignes, juntament amb les de teixits amb determinades afectacions inflamatòries o immunitàries no neoplàstiques, totes elles obtingudes sistemàticament d'intervencions quirúrgiques, autòpsies de particular interès o animals d'experimentació i sotmeses als oportuns sistemes de catalogació, controls de qualitat tècnica i de bioseguretat i de facilitat d'accés per part d'altres centres científics. El propòsit d'aquests bancs és proveir biomaterials per ser emprats en projectes d'investigació en curs i futurs que incloguin la seva anàlisi morfològica, fenotípica i molecular.
L'anatomia patològica ha experimentat un desenvolupament extraordinari, gràcies als avenços al camp de la tecnologia (microscòpia confocal, microespectroscòpia Raman, microscòpia d'interferència de darrera generació o microscòpia 3D amb coloració fenotípica), l'ús mèdic dels xips d'ADN, la biòpsia líquida emprant la tècnica Z-scan (de rastreig en Z), la hibridació in situ per fluorescència, les proves de citogenètica molecular, els sistemes informàtics de gestió de dades i emmagatzematge d'imatges, l'observació de seccions tissulars a nivell nanobiològic, els microscopis de súper-resolució, etcètera. La microdissecció per captura amb làser permet l'anàlisi biomolecular de mostres molt petites, des d'estructures intracel·lulars a cèl·lules úniques. Els programes digitals d'adquisició i processament d'imatges han aconseguit superar les limitacions inherents a les mides de les clàssiques preparacions microscòpiques i crear composicions virtuals de gran qualitat que faciliten l'estudi de grans porcions de teixit, sense distorsionar-ne el context. També s'han desenvolupat noves tècniques no invasives d'endomicroscòpia i histoendoscòpia (biòpsies òptiques). Dins d'aquestes tècniques avançades d'anàlisi anatomopatològic, destaquen l'ús de diversos procediments basats en l'holografia digital pel cribratge i la diagnosi millorada de diferents tipus de càncer. L'aplicació de la tecnologia de detecció de característiques possibilita la captació de canvis histomorfomètrics subvisuals que ajuden a identificar moltes malalties, tumorals o no. L'ús de la microscòpia multifotònica permet examinar tumors en viu sense extreure teixits i facilita l'estudi de la seva organització espacial i la de les zones adjacents, aspectes difícils d'apreciar en el material dels talls histològics obtinguts per biòpsia; a més, fa possible una acurada investigació de la dinàmica de diferents processos cel·lulars sense emprar marcadors fluorescents. La microscòpia d'expansió, fruit dels treballs d'un grup d'investigadors del MIT Media Lab, minimitza les limitacions de resolució del clàssic microscopi òptic i incrementa unes cinc vegades la mida física de teixits o de cultius cel·lulars —sense alterar-ne les característiques estructurals— per mitjà de la imbibició del material a observar per un polímer (similar als emprats per augmentar l'absorció en alguns tipus de bolquers o compreses) i la seva posterior expansió uniforme afegint aigua a la mostra així preparada. Optimitzant el mètode, s'ha aconseguit estudiar mostres clíniques a nivell nanoscòpic.
La microscòpia pticogràfica de Fourier, permet obtenir —-adaptant un software especial a un microscopi òptic amb il·luminació LED— una gigafoto de gran resolució a partir de múltiples imatges histològiques o de material in vivo, sense necessitat d'escanejar la preparació o la mostra.
La microtomia d'ablació làser aconsegueix obtenir talls prims de qualitat, translúcids, no distorsionats i sense descalcificació química de la mostra, a partir de materials durs de difícil processament (os, dent o cartílag); els quals poden ser examinats amb microscòpia òptica o electrònica.
Aquests procediments emergents, sovint emprats de forma combinada, tenen aplicacions diagnòstiques molt diverses, com ara la detecció millorada del càncer cervical, la valoració de lesions a la laringe, l'avaluació de nòduls pulmonars, o la diagnosi ràpida de l'esòfag de Barrett en material no fixat.
Posteriorment s'han incorporat a la metodologia anatomopatològica múltiples sistemes, tant d'anàlisi d'imatges com d'aprofitament de dades bioestadístiques, basats en la intel·ligència artificial. S'ha comprovat que la intel·ligència artificial pot fer escaneijos complets de tota mena de preparacions microscòpiques i efectuar interpretacions digitals equiparables a les dutes a terme de manera tradicional, sobretot en casos diagnòstics de baixa complexitat, com ara els de nevus i de carcinomes basocel·lulars.

## Anatomopatòlegs destacats
- Marie François Xavier Bichat. Fou el primer a definir i acotar el concepte de teixit.[138]
- John Abercrombie (1780-1844). Metge, anatomista, escriptor, filàntrop i filòsof escocès. Va escriure el llibre Pathological and Practical Researches on Diseases of the Brain and Spinal Cord, considerat com la primera obra sobre neuropatologia.[139]
- Friedrich Gustav Jakob Henle. Patòleg i anatomista alemany, descobridor de la nansa renal homònima i del lligament de Henle.[140]
- Guillaume Dupuytren. Anatomista, cirurgià militar i patòleg. Descrigué l'any 1831 la contractura aponeuròtica que porta el seu nom.[141]
- Rudolf Virchow. Establí amb claredat l'any 1855 el fet que les cèl·lules s'originen a partir d'altres cèl·lules preexistents (omnis cellula e cellula), punt fonamental de la biogènesi; i fou el primer anatomopatòleg a oferir una interpretació cel·lular de les malalties.[142] Membre del Reichstag (parlament de l'imperi alemany) durant tretze anys, fou un dels primers polítics que reflexionaren sobre el paper social de la medicina.[143]
- Karl von Rokitansky. Creador d'un procediment per a fer autòpsies que encara s'utilitza. Discutí els principis de la teoria hematohumoral de les malalties i descrigué malformacions del septe cardíac.[144]
- Hermann Lebert (1813-1878). Nascut a Breslau. Va ser un dels pioners de l'ús diagnòstic del microscopi en anatomopatologia i autor del llibre Traité d’anatomie pathologique générale et spéciale.[145]
- Julius Cohnheim. Deixeble de Virchow. Desenvolupà la tècnica de congelació de teixits per obtenir millors talls microtòmics i aclarí el paper dels leucòcits en els mecanismes inflamatoris.[146]
- Thomas Hodgkin. Patòleg que descrigué per primera vegada el limfoma que porta el seu nom.
- Joseph von Gerlach (1820-1896). Neuroanatomista alemany que va desenvolupar diversos procediments de tinció del sistema nerviós i considerat el pare de la micrografia.[147]
- Carl Ernst Emil Hoffmann (1827-1877). Professor i Rector de la Universitat de Basilea. Va perfeccionar els procediments d'autòpsia i escrigué un ampli tractat sobre la patologia infecciosa dels òrgans abdominals.[148]
- Paul Langerhans. Deixeble de Virchow i de Cohnheim. Descobrí les cèl·lules dendrítiques cutànies i estructures pancreàtiques de funcions endocrines.[149]
- Friedrich von Recklinghausen (1833-1910). Un dels ajudants més destacats de Virchow. El seu nom és molt conegut per la neurofibromatosi (NF1) que descrigué l'any 1882. Encunyà el terme «hemocromatosi» (1889) i publicà molts treballs sobre patologia òssia, trombosi, embòlia o infarts miocardíacs.[150]
- Julius Arnold (1835-1915). Fill de l'anatomista alemany Friedrich Arnold (1803-1890) i alumne de Virchow. Director de l'Institut de Patologia de Heidelberg, investigador del metabolisme dels greixos i codescobridor de la malformació d'Arnold-Chiari. Publicà les característiques d'aquest defecte congènit de l'encèfal a l'article «Myelocyste, Transposition von Gewebskeimen und Sympodie» (1894). Descrigué la neuràlgia occipital que porta el seu nom.[151]
- Louis-Antoine Ranvier (1835-1922). Neuròleg i histopatòleg francès, deixeble de Claude Bernard i descobridor dels nòduls de Ranvier.[152]
- Johannes Orth (1847-1923). Patòleg alemany, ajudant de Virchow, professor de la Universitat de Berlin i encunyador del terme kernicterus.[153]
- Marc Armand Ruffer (1859-1917). Expert en patologia experimental i considerat el primer paleopatòleg.[154]
- William Osler (1849-1919). Patòleg, bibliòfil i escriptor anglo-canadenc, anomenat Sir per les seves grans contribucions en el camp de la medicina (1911).[155] Fou un dels quatre primers professors de la Universitat Johns Hopkins. Moltes malalties i diferents signes i símptomes porten el seu nom.[156]
- Paul Clemens von Baumgarten (1848-1928). Professor d'anatomopatologia de les universitats de Königsberg i Tübingen. Autor de nombrosos articles sobre malalties infeccioses, va descriure detalladament l'estat de latència de la tuberculosi.[157]
- David Paul von Hansemann (1858-1920). Patòleg i oncòleg alemany conegut especialment pels seus treballs sobre els conceptes d'anaplàsia i d'integritat cromosòmica i la relació que tenen amb les cèl·lules canceroses. Va ser assistent de Virchow a Berlin.[158]
- Paul Gerson Unna (1850-1929). Deixeble de von Waldeyer. Professor de la Universitat d'Hamburg, descobridor de l'estrat granulós de l'epidermis i un dels primers dermatopatòlegs.[159]
- William Boog Leishman (1865-1926). Patòleg del Cos Mèdic de l'exèrcit britànic especialitzat en malalties tropicals. L'any 1903 descobrí l'agent causal de la parasitosi que porta el seu nom.[160]
- Yamagiwa Katsusaburō (1863–1930). Patòleg japonès que amb els seus treballs experimentals va demostrar la carcinogènesi d'origen químic. Nominat set vegades al Premi Nobel de Fisiologia o Medicina.[161]
- Christian Georg Schmorl (1861-1932). Patòleg alemany, professor de la Universitat de Dresden, especialista en trastorns de la columna vertebral i descobridor dels nodes de Schmorl.[162]
- Alexander Alexandrowitsch Maximow (1874-1928). Patòleg rus, creador de la teoria de l'hematopoesi unitària (les cèl·lules de la sang deriven de cèl·lules mare comunes).[163]
- Santiago Ramón y Cajal. Catedràtic d'Histologia, Histoquímia i Anatomia Patològica de la Facultat de Medicina de la Universitat de Barcelona[164] (1887-1892). Premi Nobel (1906), pels seus treballs sobre el sistema nerviós.
- Johannes Fibiger. Patòleg danès (Silkeborg, 1867-Copenhaguen, 1928). Premi Nobel de Medicina (1926) pels seus descobriments sobre l'etiopatogènesi del càncer.[165]
- Georges Marinesco (1863-1938). Histopatòleg i neuropatòleg romanès, afí als plantejaments científics de Cajal. Destacà per les seves investigacions sobre la neuronofàgia i la cromatòlisi dels cossos neuronals. Identificà per primera vegada, juntament amb Paul Oscar Bloq, les plaques senils.[166]
- Max Askanazy. Patòleg germano-suís (1865-1940). Fundador de la Société internationale de pathologie géographique (1928). Descobrí les cèl·lules de Hürthle tiroidals l'any 1898 i el 1904 aclarí el lligam entre els tumors de paratiroides i l'osteïtis fibrosa. Fou el primer a descriure un tumor gàstric neuroendocrí (1923).[167][168]
- Aldred Scott Warthin (1866–1931). Patòleg nord-americà considerat el pioner de la genètica tumoral pels seus estudis sobre l'heretabilitat dels càncers.[169] Un tumor de la paròtide[170] i una tinció histològica reben el seu nom.[171]
- Anton Ghon (1866-1936). Patòlèg austríac que va descriure per primera vegada en casos de tuberculosi primària la lesió pulmonar amb afectació limfàtica regional homònima, causada per Mycobacterium tuberculosis.[172]
- Maude Abbott (1869-1940). Patòloga canadenca, especialista en cardiopaties congènites.[173]
- Joan Bartual Moret (1863-1940). Col·laborador de Cajal i catedràtic d'anatomia patològica de les Universitats de Sevilla i València.[174]
- Ludwig Aschoff. Patòleg alemany (1866-1942), descobridor del sistema reticuloendotelial i del nòdul auriculoventricular. Descrigué l'any 1904 els nòduls de necrosi intramiocardíaca que porten el seu nom, patognomònics de la febre reumàtica aguda.[175]
- John McCrae (1872-1918). Patòleg canadenc, professor a les Universitats de Vermont i McGill. L'any 1915, servint al front occidental durant la Primera Guerra Mundial, escrigué el poema In Flanders Fields.[176]
- Ángel Ferrer i Cagigal (1886-1936). Catedràtic d'Histologia i Anatomia Patològica de la Facultat de Medicina de la Universitat de Barcelona (1923-1936).[177] Creador d'una tinció (la «cagigalina») per a lípids, emprant pebre vermell.[178][179]
- Ernest William Goodpasture. Especialitzat en malalties infeccioses i del sistema immunitari, el 1919 descrigué la síndrome d'origen autoimmunitari anomenada anys després malaltia de Goodpasture en honor seu.[180]
- Bernard Spilsbury (1877-1947). Patòleg forense anglès, molt famós durant les primeres dècades del segle xx. Creador del murder bag, per l'estudi científic dels homicidis al lloc del crim. Fou assessor de l'Operació Carn Picada.[181]
- Charles Scott Sherrington. Neuropatòleg anglès investigador de les sinapsis nervioses. Premi Nobel de Medicina (1932), ex aequo amb Edgar Douglas Adrian.[182]
- Myrtelle Canavan (1879-1953). Formada a l'Escola Mèdica de Harvard. Fou una de les primeres patòlogues i descobrí la malaltia de Canavan.[183]
- Max Westenhofer (1871-1957). Deixeble de Virchow, fou el principal impulsor de l'anatomia patològica xilena i fou professor de Salvador Allende. Persona de conviccions contradictòries, destacà per les seves investigacions relacionades amb la sífilis a Amèrica i per mantenir unes idees força extravagants sobre l'origen humà (hipòtesi del simi aquàtic).[184]
- Robert Muir (1854-1959). Patòleg escocès que treballà trenta-set anys a la Universitat de Glasgow, centrat especialment en l'estudi dels mecanismes immunitaris. El seu tractat Textbook of Pathology (1924), després de catorze reedicions ampliades és encara un text docent molt útil per a l'ensenyament de la matèria.[185]
- Gustave Roussy (1874-1948). Neuropatòleg, originari de Vevey. Treballà a la Universitat de París. Conegut pels seus descobriments sobre el tàlem i el sistema nerviós autònom. Publicà un gran tractat: Traité de Neuroendocronologie (1946), que aclarí la funció d'enllaç de l'hipotàlem entre el sistema nerviós i el sistema endocrí.[186]
- Witold Nowicki (1878-1941). Patòleg i activista social polonès conegut per les seves investigacions sobre la pneumatosi intestinal[187] i la patogènesi del càncer de pulmó. Va ser afussellat a Lvov, llavors una ciutat de la Unió Soviètica, per un Einsatzkommando.[188]
- Julio García Sánchez-Lucas. Deixeble de Pío del Río Ortega.[189] Catedràtic d'Histologia, Histoquímica i Anatomia Patològica de la Facultat de Medicina de la Universitat de Barcelona (1942-1969), de la qual també fou degà.[190]
- Claude L. Pierre Masson (1880-1959). Nascut a França, treballà al Canadà bona part de la seva vida. Especialista en patologia endocrina i en la investigació de les funcions cerebrals i nervioses, va ser el primer en descriure el concepte de secreció neuroendocrina. Creador de la tinció tricròmica homònima.[191]
- Sophie Spitz (1910-1956). Patòloga nord-americana que descrigué per primera vegada (1948) el melanoma juvenil, posteriorment anomenat nevus de Spitz.[192]
- Maud Menten. Els seus treballs histoquímics van descobrir, conjuntament amb els de Leonor Michaelis, la constant cinètica de Michaelis-Menten (1913), bàsica per entendre les reaccions enzimàtiques de les cèl·lules.[193]
- Alice Hamilton (1869-1970). Professora de Patologia a la Universitat Northwestern. Molt compromesa amb la millora de les condicions de vida de la classe treballadora, dedicà la major part de la seva carrera a la investigació de les malalties professionals.[194]
- George Hoyt Whipple (1878-1976). Investigador de la talassèmia i descobridor de la lipodistròfia intestinal homònima (1907).[195]
- Cuthbert Dukes (1890-1977). Patòleg anglès, creador d'un estadiatge classificatori dels càncers rectals i colorectals (1932) que —amb algunes modificacions posteriors— encara és vàlid.[196]
- Albert Hewett Coons (1912-1978). Professor de la Universitat Harvard. A principis de la dècada de 1940, fou el primer a conceptualitzar i desenvolupar tècniques d'immunofluorescència per etiquetar anticossos.[197]
- Franz Büchner (1895-1991). Patòleg alemany, deixeble d'Aschoff i director de l'Institut de Patologia de la Universitat de Friburg de Brisgòvia (1936-1963). Destacà per les seves crítiques públiques contra el programa Aktion T4, tot i que fou assessor mèdic de la Luftwaffe durant la Segona Guerra Mundial, i pels seus estudis sobre el paper de la hipòxia amb relació a l'etiopatogènesi de determinades malalties cardíaques i congènites.[198]
- Lauren Ackerman (1905-1993). Considerat el fundador de la moderna patologia quirúrgica.[199]
- Mary Barber (1911-1965): Patòloga i microbiòloga clínica britànica reconeguda internacionalment pel seu treball capdavanter sobre la resistència bacteriana als antibiòtics.[200]
- Renato Dulbecco. Premi Nobel de Medicina (1975) pels seus treballs sobre les relaciones entre gens, virus i tumors.[201]
- Jacob Churg (1910–2005). Descobridor, juntament amb la patòloga Lotte Strauss (1913-1985),[202] de la granulomatosi eosinofílica amb poliangiïtis, un tipus de vasculitis sistèmica necrotitzant anomenada també síndrome de Churg-Strauss.[203]
- Georgina Hogg (1916-2002). Patòloga canadenca que descrigué el 1977 els tumors benignes múltiples cutanis (fibrofoliculomes) que formen part de la síndrome de Birt-Hogg-Dubé.[204]
- Priscilla Dienes Taft (1917-2002). D'origen hongarès, fou directora del departament de citopatologia del Hospital General de Massachusetts durant més de trenta anys.[205]
- Stanley Robbins (1915-2003). Conegut en especial per la seva activitat docent i els seus llibres de text: Pathologic Basis of Disease i Basic Pathology.[206]
- Paul Eston Lacy (1924-2005). Patòleg experimental, especialitzat en pàncrees i diabetologia. Fou el primer a estudiar els illots del pàncrees amb microscòpia electrònica.[207] Fou el creador del mètode de trasplantament de cèl·lules beta dels illots de Langerhans per tractar la diabetis 1.[208]
- Irena Grasberg Koprowska (1917-2012). Citopatòloga que treballà amb Papanicolau. Junts, diagnosticaren per primera vegada un càncer de pulmó en un frotis d'esput (1966).[209]
- Dídac Ribas i Mujal (1922-2011). Catedràtic d'Histologia, Embriologia i Anatomia patològica de la Universitat de Barcelona (1971-1980) i vicerector del centre (1971-1973).[210] Les seves línies d'estudi preeminents foren la placa motora, la neurosecreció hipofisària i l'arterioesclerosi de les artèries caròtides. Dividí la càtedra en tres, seguint l'evolució científica de l'època: Anatomia patològica, Histologia i Biologia cel·lular.[211]
- Andrew Huvos (1934-2006). Destacat especialista en tumors de cap i coll i càncers d'òs.[212]
- Ramzi S. Cotran (1932-2000). Professor de l'Escola Mèdica de la Universitat Harvard i reconegut patòleg expert en malalties renals i vasculars.[213]
- Baruj Benacerraf (1920-2011). Immunopatòleg nord-americà d'origen veneçolà i sefardí, guanyador l'any 1980 del Premi Nobel de Medicina juntament amb Jean Dausset i George Davis Snell, pels seus treballs sobre la genètica del complex d'histocompatibilitat principal.[214]
- Maria Dąbska (1921–2014). Supervivent de la insurrecció de Varsòvia. Especialista en patomorfologia oncològica, l'any 1969 descrigué l'angiosarcoma infantil maligne que ara porta el seu nom.[215]
- John G. Azzopardi (1929–2013). Patòleg maltès, molt conegut per les seves investigacions sobre el càncer de mama.[216][217]
- William B. Zeiler (1921–2020). Fou president de la World Association of the Societies of Pathology and Laboratory Medicine i impulsà l'adopció de nous procediments per part dels laboratoris de patologia amb el propòsit d'integrar-los en els panells diagnòstics de la medicina molecular.[218]
- Florabel García Mullick (1936-2015). Nascuda a Astúries, es doctorà a la Universitat de Puerto Rico. Persona molt oberta a les innovacions en anatomia patològica i amb una notable capacitat organitzativa, fou la primera directora civil d'una de les institucions amb més prestigi mundial en l'estandardització dels diagnòstics patològics dels tumors, el AFIP (Armed Forces Institute of Pathology) dels EUA, des de l'any 2007 fins a la dissolució del centre el 2011.[219]
- Jordi Cervós i Navarro (1930–2021). Neuropatòleg català, prestigiós investigador de la microcirculació cerebral i de les malalties degeneratives del sistema nerviós central. Va ser degà de la Universitat Lliure de Berlín i el primer rector de la Universitat Internacional de Catalunya.[220]
- Ingrid Victoria Allen (1932–2020). Neuropatòloga nord-irlandesa especialitzada en l'estudi de les malalties desmielinitzants i en particular de l'esclerosi múltiple.[221]
- Juliana Fariña González (1946–2020). Primera dona cap de Servei d'Anatomia Patològica, catedràtica universitària d'aquesta assignatura (1983) i presidenta d'un Col·legi de Metges de l'Estat Espanyol. Destacada impulsora dels estudis postmortem ecodirigits (ecôpsies).[222]
- Ronald S. Weinstein (1938-2021).[223] Patòleg dels EUA, capdavanter en aplicar la robòtica, la imatge digital i les xarxes d'Internet dintre del camp de la patologia. L'any 1986 encunyà el terme «telepatologia»,[224] un procediment que permet compartir i diagnosticar a distància casos anatomopatològics emprant imatges digitalitzades o vídeos en directe.[225]
- Javier Arias Stella (1924-2020). Patòleg peruà i ministre de Salut Pública del seu país,[226] descobridor de la reacció endometrial que porta el seu nom.[227]
- Juan Rosai (1940-2020). Codescobridor de la malaltia de Rosai-Dorfman.[228] Especialista en patologia mediastínica[229] i particularment en tumors tímics.[230]
- Antonio Palacín Forgué (1942-2024). Professor titular de la Universitat de Barcelona i anatomopatòleg de l'Aliança i de l'Hospital Clínic de Barcelona, especialitzat en tècniques d'histoquímica i d'immunopatologia.[231]
- Vivian W. Pinn (1941). Primera dona afroamericana a dirigir un Departament de Patologia als EUA.[232]
- Elaine S. Jaffe (1943). Hematopatòloga i experta en el virus d'Epstein-Barr. Investigadora del Center for Cancer Research dels National Institutes of Health (NIH) dels Estats Units.[233]
- Sharon Weiss (1945). Especialista en tumors de parts toves. El seu llibre Soft Tissue Tumors (1982), reeditat diverses vegades, és una obra de referència mundial per a l'estudi dels sarcomes.[234]
- Mark Sobel (1948). Especialista en patologia molecular i autor de més de cent cinquanta treballs de recerca. Fou membre directiu i president de la American Society for Investigative Pathology.[235]
- Maria J. Merino (1950). Cap de la secció de patologia quirúrgica i directora del laboratori histològic de l'Institut Nacional del Càncer dels NIH (Bethesda).[236]
- Elías Campo Güerri (1955). Especialista en neoplàsies hematològiques i linfomes. Membre de l’Acadèmia Nacional de Medicina dels Estats Units.[237]
- Robin Warren. Patòleg australià. Descobridor del bacteri Helicobacter pylori. Premi Nobel de Medicina (2005), juntament amb Barry Marshall.[238]
- Martin J. Fettman. Membre del Consell Assessor de la NASA. Investigador a bord de la missió STS-58 del transbordador espacial Columbia.[239]